# Köşker, Akpınar
Köşker là một thị trấn thuộc huyện Akpınar, tỉnh Kırşehir, Thổ Nhĩ Kỳ. Dân số thời điểm năm 2010 là 731 người.